# كاتي سيسيل
كاتي سيسيل (بالإنجليزية: Katie Cecil)‏ هي موسيقية أمريكية، ولدت في 30 يوليو 1993 في ويلينغ في الولايات المتحدة.

## وصلات خارجية
- الموقع الرسمي